# Ernst von Leyser
Ernst von Leyser, nemški general, * 18. november 1889, † 23. september 1962.